# 松川裕輝
松川 裕輝（まつかわ ひろき、3月26日 - ）は、日本の男性声優。福井県出身。B-Box所属。旧名義は松川 央樹。

## 出演

### テレビアニメ
2013年
- バトルスピリッツ ソードアイズ（紫の人魂B）
- パブー&モジーズ（オリバー・オラウータン）

2014年
- ハイキュー!!（2014年 - 2020年、青根高伸、榊原五郎、常波監督） - 4シリーズ
- ブラック・ブレット（操縦士、記者B）
- マギ The kingdom of magic（エイオス、ヤクート、イアン、ネルヴァ、ヴァッサゴの眷属 他）

2015年
- アイカツ!（お父さん）

2016年
- アイカツスターズ!（クライアント、ディレクター、プロデューサー）
- おそ松さん（2016年 - 2018年、手下、男、敵兵） - 2シリーズ
- この男子、魔法がお仕事です。（医者／先生）
- タイムトラベル少女〜マリ・ワカと8人の科学者たち〜（ガーディナー・G・ハバード、部下1）
- Dimension W（Qi隊員）
- TO BE HERO（従者、従者A）
- 夏目友人帳（2016年 - 2024年、壺に封じられた妖怪、天崎の式、窓の外の妖怪、屋根の上の妖怪、鷲鼻の妖怪 他） - 3シリーズ
- 文豪ストレイドッグス（2016年 - 2019年、大男、構成員、検察官） - 2シリーズ
- モブサイコ100（2016年 - 2019年、キャスター、ミゲル、東尾） - 2シリーズ

2017年
- 龍の歯医者
- メイドインアビス（2017年 - 2022年、客） - 2シリーズ
- 銀魂.（2017年 - 2018年、寺門通親衛隊B、ファンB、解放軍兵士）

2018年
- 魔法使いの嫁（2018年 - 2023年、セントール、ヘーゼル） - 2シリーズ
- ひそねとまそたん（総務課長、築城整備員、築城基地飛行幹部、役人A、艦長）
- グラゼニ（萩原）
- フルメタル・パニック! Invisible Victory（警官A）
- 一人之下 全性篇（竇楽）
- BANANA FISH（ゴルツィネ部下、ガーベイの仲間、看守、ハワード、トーマス・ホルストック）
- ロード オブ ヴァーミリオン 紅蓮の王（タクシー運転手、教授、ディアボロス）
- はねバド!（コーチ）
- 色づく世界の明日から（担任）
- 火ノ丸相撲（2018年 - 2019年、間宮圭一、舟木）

2019年
- ブギーポップは笑わない（手下）
- キャロル&チューズデイ（客）
- ヴィンランド・サガ（2019年 - 2023年、トルケル隊ヴァイキング、イングランド軍兵士、アシェラッド傭兵団員、村人、ハッルドール 他） - 2シリーズ
- GRANBLUE FANTASY The Animation Season 2（門番）
- PSYCHO-PASS サイコパス 3（沼倉）
- Fate/Grand Order -絶対魔獣戦線バビロニア-（2019年 - 2020年、所長）

2020年
- ぼくのとなりに暗黒破壊神がいます。（男子生徒B、男子生徒A、不良A、男性店員、音楽教師）
- ドロヘドロ（スタンドの店主、坊さん、主審、スタイリスト）
- pet（陳大豪）
- 虚構推理（2020年 - 2023年、係長、町長） - 2シリーズ
- 歌舞伎町シャーロック（ワトソンの父親）
- 映像研には手を出すな!（イベント参加者）
- ギャルと恐竜（農家の石井さん、風谷雄太、お笑い芸人B、男性アナウンサー、セールスマン）
- 文豪とアルケミスト 〜審判ノ歯車〜
- 恋とプロデューサー〜EVOL×LOVE〜（黒服）
- おばけずかん（ばけねこ、店員、ヒロシのパパ、修理のお兄さん、ゆうれいでんわ 他）

2021年
- 白い砂のアクアトープ（業者）
- 異世界食堂2（農夫）
- 世界最高の暗殺者、異世界貴族に転生する（ロイド）

2022年
- リアデイルの大地にて（ロットル）
- スローループ（おじさん、深沢修）
- チェンソーマン（ゾンビ達）
- 聖剣伝説 Legend of Mana -The Teardrop Crystal-（まんじゅう屋）

2023年
- うる星やつら (2022)（じぱんぐ店主）
- Helck（謎の老人、村長）
- ブルバスター（島民）

2024年
- 勇気爆発バーンブレイバーン（通信員、無線、米潜水艦艦長、ATF隊員A）
- ダンジョン飯（金剥ぎドワーフ）
- 外科医エリーゼ（ダニエル、貴族派A、貴族派）
- となりの妖怪さん（大石晋太郎）
- 魔王の俺が奴隷エルフを嫁にしたんだが、どう愛でればいい?（街の男）

2025年
- 機動戦士Gundam GQuuuuuuX
- LAZARUS ラザロ（工作員）
- ブサメンガチファイター（恭志郎の手下、冒険者、モンスター、客、スタッフ）
- ホテル・インヒューマンズ（組織の男）
- 出禁のモグラ（ミヤの叔父）

### 劇場アニメ
2014年
- THE IDOLM@STER MOVIE 輝きの向こう側へ!（監督）

2016年
- 君の名は。

2017年
- 交響詩篇エウレカセブン ハイエボリューション1（ブリッジクルーC）

2018年
- さよならの朝に約束の花をかざろう（医者）
- 詩季織々「上海恋」（リモの父）
- 劇場版 七つの大罪 天空の囚われ人（天翼人）
- 劇場版 夏目友人帳 〜うつせみに結ぶ〜（五丁町の小妖怪）

2019年
- 劇場版総集編【前編】メイドインアビス 旅立ちの夜明け
- バースデー・ワンダーランド（重臣）
- 薄暮
- 天気の子 

2021年
- 夏目友人帳 石起こしと怪しき来訪者（角の悪鬼）

2022年
- すずめの戸締まり

2023年
- デジモンアドベンチャー02 THE BEGINNING（ドイツ人男性）

### Webアニメ
- ULTRAMAN（2019年、ロブトン星人、警官）
- サイバーパンク エッジランナーズ（2022年、NCPD、アニマルズ、MAX-TAC）

### ゲーム
時期不明
- HERO'S HISTORIA
- アシュレイ/レイン
- コープスパーティー BLOOD DLIVE
- ロミオ&ジュリエット
- ロミオ VS ジュリエット
- スクールウォーズ〜卒業戦線〜
- 裸執事〜過去編〜（神代一）
- ファイトリーグ（絶継の絵師 版 画太郎、電ノコダンディ BIG・ソー、拳豪 マスタータイガ、モンガ・スカイワーカー、ポッと出のファントムナイト）

2013年
- サモンナイト5

2014年
- 神様と運命覚醒のクロステーゼ
- ハイキュー!! 繋げ!頂の景色!!（青根高伸）

2016年
- ハイキュー!! Cross team match!（青根高伸）

2018年
- モンスターストライク（杉田玄白）
- 実況パワフルプロ野球2018（森賢蔵）
- CARAVAN STORIES（パットン）

2021年
- 共闘ことばRPG コトダマン（青根高伸）

2023年
- ドラゴンクエストモンスターズ3 魔族の王子とエルフの旅

### ドラマCD
- 猿の左手
- 雅恋歌〜彼岸花の恋〜
- 月恋抄〜Requiem of full moon〜
- 桜の精2

### 吹き替え

#### 映画
2016年
- ビバリーヒルズ・コップ ※Netflix版

2018年
- ペンタゴン・ペーパーズ/最高機密文書（ハワード・サイモンズ〈デヴィッド・クロス〉）

2019年
- エンドレス・エクソシズム（グレンジャー〈ルイス・ハーサム〉）

2020年
- あの夜、マイアミで（アンジェロ・ダンディー〈マイケル・インペリオリ〉）
- エスケープ・ルーム（マイク・ノーラン〈タイラー・ラビーン〉）
- ゴリラのアイヴァン（カステロ〈オウェイン・アーサー〉）
- ハドソン川の奇跡（パトリック・ハーテン、ジム・ウィテカー）※ザ・シネマ版
- ミッドサマー（スチン）
- ラブ・アゲイン 2度目のプロポーズ（サンチョル〈イ・ジョンヒョク〉）

2021年
- アーミー・オブ・ザ・デッド（花婿〈スティーブ・コロナ〉）
- ケイト
- KCIA 南山の部長たち（クァク・サンチョン〈イ・ヒジュン〉）
- ザ・ラスト・マーセナリー
- 新感染半島 ファイナル・ステージ（ファン軍曹〈キム・ミンジェ〉）
- ブルータル・ジャスティス（ビスケット〈マイケル・ジェイ・ホワイト〉）
- 魔女がいっぱい（アリスの父〈ソボワーレイ・アントニオ・バンブージェ〉）
- マトリックス レザレクションズ（エージェント・ホワイト）
- ライジング・ホーク 猛軍襲来（トゥガー〈トミー・フラナガン〉）

2022年
- アイ・ケイム・バイ
- アイス・ロード（ガーティ・マッキャン〈マーカス・トーマス〉）
- アイビー+ビーン（デービッド〈ガーフィールド・ウィルソン〉）
  - アイビー+ビーンのオバケたいじ
  - アイビー+ビーン: ダンスはイヤイヤ!?

- アナザーラウンド（ニコライ〈マグナス・ミラン〉）
- オールド（シドニー〈マシュー・シアー〉）
- サンダーバード55/GoGo（NTBS記者、レインコートのレポーター）
- ジュラシック・ワールド/新たなる支配者
- ダウントン・アビー/新たなる時代へ（司祭）
- でっかくなっちゃった赤い子犬 僕はクリフォード（スティーヴ〈ニール・ヘレガーズ〉）
- マザー/アンドロイド（オルセン）

2023 年
- あなたの、私のクリスマス?2
- 終わらない週末
- シング・フォー・ミー、ライル
- 聖闘士星矢 The Beginning（レフェリー）
- ナイブズ・アウト: グラス・オニオン
- ノー・セインツ 報復の果て（ジェット・リンク〈トミー・フラナガン〉）
- バービー（配送主任）

2024年
- インディ・ジョーンズと運命のダイヤル
- オッペンハイマー（ロイド・ギャリソン〈メイコン・ブレア〉）
- 俺らのマブダチ リッキー・スタニッキー（ラビ・グリーンバーグ〈ジェフ・ロス〉）
- 猿の惑星/キングダム
- ツイスターズ
- トラブル・バスター（ハッセ）
- ファイナル・ブラッド2（カッツ〈ディミタール・ドイチノフ〉）
- 武道実務官
- フライ・ミー・トゥ・ザ・ムーン
- ブリックレイヤー（オマリー〈ティム・ブレイク・ネルソン〉）
- マダム・ウェブ
- M3GAN ミーガン（カート〈ステファン・ガルノー＝モンテン〉）

2025年
- バスティオン36
- サンダーボルツ*
- マレガオンのスーパーボーイズ〜夢は映画と共に〜

#### ドラマ
2016年
- LOVE ラブ（ケビン〈ジョーダン・ロック〉、トゥルーマン〈ボビー・リー〉）

2020年
- ペリー・メイスン（マシュー・ドッドソン〈ネイサン・コードリー〉）
- アウトサイダー（ユニス・サブロ〈ユル・ヴァスケス〉）
- エレメンタリー ホームズ&ワトソン in NY

2021年
- イカゲーム（ビョンギ〈ユ・ソンジュ〉）
- クラリス（シャーン・トリパティ〈カル・ペン〉）

2022年
- 今、私たちの学校は…（ダルホ）
- ハント・フォー・キラー 狂気の呼び声（トニー〈ラース・シルケン〉）
- ウ・ヨンウ弁護士は天才肌（キム・ミンシク〈イム・ソンジェ〉）

2023年
- アガサ・クリスティー なぜ、エヴァンズに頼まなかったのか?
- サイロ（ハンク、ジェフ）
- ザ・コンチネンタル:ジョン・ウィックの世界から（メイヒュー〈ジェレミー・ボブ〉）
- ザ・カンファレンス（トゥルビョン〈クラース・ハッテリウス〉）
- ジュビリー 〜ボリウッドの光と影〜
- デビルズ・アワー〜3時33分〜 #5（マルコム・シェパード）
- パーシー・ジャクソンとオリンポスの神々（ゲイブ・アグリアーノ）

2024年
- イーヴィル: 超常現象捜査ファイル
- KAOS/カオス（ダイダロス〈マット・フレイザー〉）
- 焦がれ（ヴァルテル）
- 地獄が呼んでいる シーズン2（チョン・セヒョン〈イム・ソンジェ〉）
- フィジカル100 シーズン2（イ・ギュホ〈イ・ギュホ〉）
- ブラック・ダヴ（アーニー）
- 法執行人: バス・リーブス
- ミッシング・ユー（タイタス〈スティーヴ・ペンバートン〉）
- 理想のふたり（ロジャー・ペルトン〈ティム・バグレー〉）

2025年
- カサンドラ
- おつかれさま
- 英国スキャンダル〜王室を揺るがしたインタビュー
- サイド・クエスト #1（フィル）
- マトロック（ジュリアン・マークストン〈ジェイソン・リッター〉）
- ロッカビー: パンナム103便爆破事件

#### アニメ
- 悪魔城ドラキュラ -キャッスルヴァニア- シーズン3（船長、裁判官）
- アダムス・ファミリー2 アメリカ横断旅行!（店の男[50]）
- カルメン・サンディエゴ（メールストロム、エル・トポ）
- ギレルモ・デル・トロのピノッキオ[51]
- ダーククリスタル: エイジ・オブ・レジスタンス（科学者[52]）
- ティーン・タイタンズGO!（ローブ）
- ドラゴンズドグマ
- 長ぐつをはいたネコと9つの命[53]
- ヒルダの冒険（鐘の管理人）
- ボス・ベイビー（テディ）※機内上映版（DVD&BD収録）
- マイ・エレメント（剪定する土の男[54]）
- 野生の島のロズ[55]
- RINGING FATE（対戦相手男[初出 2]、隼風父[初出 9]）

### 実写映画
- 魔女の宅急便（声のみ）

### 舞台
- 劇団命 君に、輝く光の温もりを（2011年）
- 劇団BQMAP 風雲天狗外伝 剣母布郎のほろほろ城（2013年）